# Stonychophora
Stonychophora is een geslacht van rechtvleugeligen uit de familie grottensprinkhanen (Rhaphidophoridae). De wetenschappelijke naam van dit geslacht is voor het eerst geldig gepubliceerd in 1934 door Karny.

## Soorten
Het geslacht Stonychophora omvat de volgende soorten:
- Stonychophora alpha Karny, 1930
- Stonychophora angulata Gorochov, 2002
- Stonychophora buruensis Karny, 1925
- Stonychophora crenulata Brunner von Wattenwyl, 1893
- Stonychophora cultrifer Zacher, 1909
- Stonychophora elegans Karny, 1934
- Stonychophora fulva Brunner von Wattenwyl, 1888
- Stonychophora furca Gorochov, 2002
- Stonychophora glabra Chopard, 1940
- Stonychophora griffinii Karny, 1928
- Stonychophora kuthyi Griffini, 1911
- Stonychophora minor Ander, 1938
- Stonychophora nigerrima Brunner von Wattenwyl, 1888
- Stonychophora palauensis Vickery & Kevan, 1999
- Stonychophora papua Brancsik, 1898
- Stonychophora salomonensis Willemse, 1942
- Stonychophora tatianae Gorochov, 1999
- Stonychophora tessellata Karny, 1930